# グンナー・ノルドシュトルム

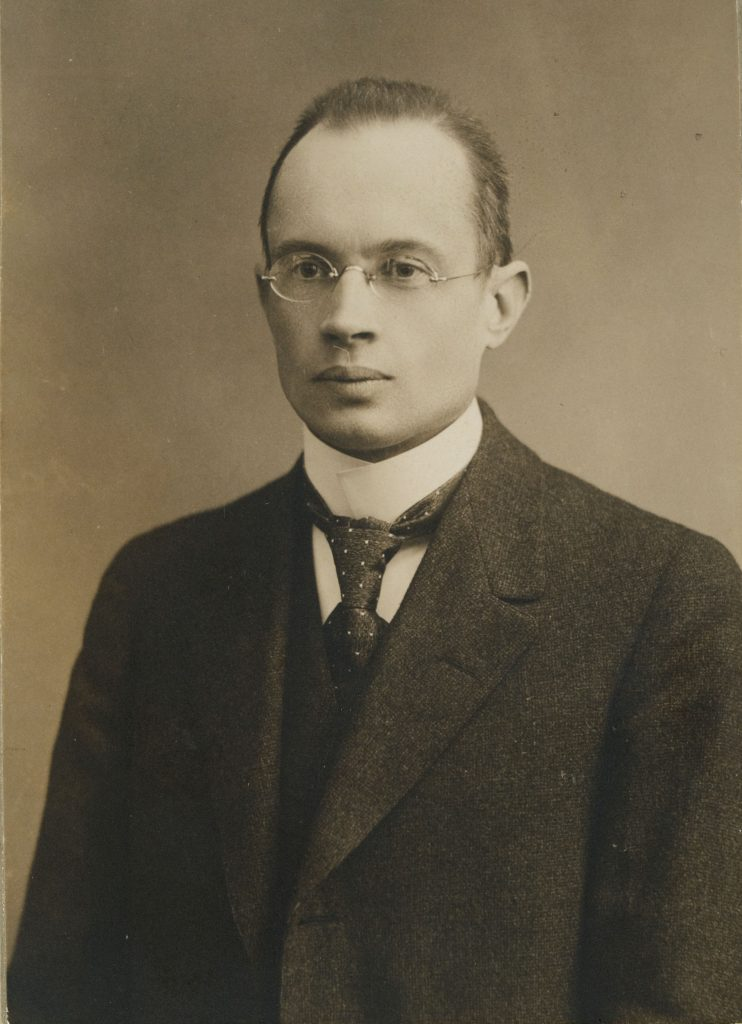
グンナー・ノルドシュトルム

グンナー・ノルドシュトルム（Gunnar Nordström、1881年3月12日 - 1923年12月24日）は、フィンランドの理論物理学者。

## 人物
一般相対性理論が提出された時代の物理学者で、重力理論などで知られる。ハンス・ライスナーが点電荷の場の方程式を解いたのを受けて、球対称の帯電体についての拡張した場の方程式を解いた。一般に「ライスナー＝ノルドシュトルムの解」と呼ばれている。この条件の場によるブラックホールがライスナー・ノルドシュトルム・ブラックホールと呼ばれる。

## 経歴
ヘルシンキ大学で学位を取った後、2年ほどオランダのライデン大学で学び、1918年にヘルシンキ大学に戻り教授となった。
1914年に、ノルドシュトルムは場の理論に次元を追加することによって、重力と電磁力を同時に記述した。これは後のカルツァ＝クライン理論につながる最初の試みであった。
ライデン大学にいた時、ハンス・ライスナーが点電荷の場の方程式を解いたのを受けて、球対称の帯電体についての拡張した場の方程式を解いた。ライスナー＝ノルドシュトルムの解と呼ばれる。